# Ejgirdy
Ejgierdy (biał. Эйгерды, Ejhierdy; ros. Эйгерды, Ejgierdy) – agromiasteczko na Białorusi, w obwodzie grodzieńskim, w rejonie iwiejskim, siedziba administracyjna sielsowietu.

## Historia
Wieś Ejgirdy została założona przez ród Ejgirdów na początku XVII wieku, przybyły ze Żmudzi. Wchodziła wówczas w skład majątku Ejgirdowszczyzna, w powiecie oszmiańskim na Wileńszczyźnie, jak wynika z dokumentów korespondencji wojskowej Krzysztofa Radziwiłła z Birży na Żmudzi. Założycielami wsi byli bracia Marcyn i Paweł Eygierd. Jako że Paweł zmarł 1611 pod Smoleńskiem, należy uznać, ze podwaliny wsi zostały położone przed tą datą.   
Marcyn Eygierd jest wymieniany w 1628 roku, następnie wymienieni są jego czterej synowie (Zygmunt, Jerzy, Michał, Jan). Spadkobiercami wsi i majątku Eygierdowszczyzna po roku 1628 zostali trzej synowie: Zygmunt, Jerzy i Jan, gdyż Michał Eygierd jest później wymieniony jako właściciel ziemski w Inflantach i stolnik w Rzeczycy. W roku 1658 wieś w części  przeszła w posagu Matyldy z Czyczynów Ejgierd, wraz ze Seliszczeniętami dla Piotra Gana herbu Rawicz. W roku 1690 posiadała dwa dymy i była własnością W. Michałowskiego. W 1735 roku majątki okolic Ejgierdów należały do: W. Michałowskiego (1,5 dymu), J. Zaleskiego (0,5 dymu), J. Ejgierda (0,5 dymu), M. Ejgirda (0,5 dymu). W roku 1762 właścicielem cząstki wsi i części Eygierdowszczyzny był Antoni Ejgird.  
W XIX wieku w okolicach Ejgird oraz Juraciszek, Wiszniewa, Trab rozegrały się starcia powstańców listopadowych. W okresie dwudziestolecia międzywojennego nazwa wsi była nieustalona, ze względu na duży analfabetyzm po zaborach.  W czasie II wojny światowej na wsi działała partyzantka AK. Współcześnie Białorusini nazwę wsi zapisują urzędowo Эйгерды czyli Ejgierdy, co odpowiada nazwie urzędowej w j.starobiałoruskim z czasów I RP.Po wojnie na prywatnych ziemiach utworzono kołchoz Progress Ejgierdy. W 1999 roku liczyła 111 domostw, we wsi znajduje się szkoła, klub, biblioteka, przedszkole i dwa sklepy.

## Eygierdowszczyzna w XVII w.
Był to majątek ziemski, następnie uległ rozdrobnieniu na przełomie XVIII i XIX wieku, w jego skład wchodziły:
- Ejgierdy, wieś I RP – od XIX wieku Ejgirdy
- Ejgierdy Małe, wieś I RP – od XIX wieku Ejgirdy Małe
- Czyczynowszczyzna folwark, obecnie wieś
- Zaleskowszczyzna folwark, obecnie wieś
- Szokalowszczyzna folwark, dziś nie istnieje